# 21633 Hsingpenyuan
21633 Hsingpenyuan este un asteroid din centura principală de asteroizi.

## Descriere
21633 Hsingpenyuan este un asteroid din centura principală de asteroizi. A fost descoperit pe 13 iulie 1999 la Socorro, New Mexico, în cadrul proiectului LINEAR. Asteroidul prezintă o orbită caracterizată de o semiaxă mare de 2,36 ua, o excentricitate de 0,09 și o înclinație de 5,6° în raport cu ecliptica.